# 中野区立みなみの小学校
中野区立みなみの小学校（なかのくりつ みなみのしょうがっこう）は東京都中野区弥生町4丁目にある区立小学校。

## 概要
- 本校は、2013年（平成25年）11月に決定した「中野区立小中学校再編計画(第2次)」により、中野神明小学校と新山小学校が統合して、2017年（平成29年）4月に開校した。
- なお、校舎は、開校時点は旧新山小学校の校舎を使用、旧中野神明小学校校舎を解体・新築し、2020年（令和2年）9月に移転した[2]。

## 沿革
- 2017年（平成29年）
  - 4月1日 - 開校。
  - 4月6日 - 開校宣言を行い、校旗が中野区教育委員長から、みなみの小学校長に授与された。
  - 5月27日 - 第1回運動会を開校記念運動会として開催。
- 2019年（平成31年）4月1日 - 新校舎建設着工[3]。
- 2020年（令和2年）
  - 9月7日 - 新校舎が完成し、運用開始[4]。
  - 11月5日 - 校庭も完成し、「校庭完成記念!みなみのお祝い会」開催。
  - 11月28日 - 第4回運動会を「新校舎完成記念」運動会として開催。

## 通学区域と進学先中学校
出典

### 通学区域
- 南台1丁目（全域）
- 南台2丁目（全域）
- 弥生町2丁目（31番～40番・43番～53番）
- 弥生町3丁目（全域）
- 弥生町4丁目（全域）
- 弥生町5丁目（1番～5番・6番(20号～22号)・8番～27番）

### 進学先中学校
公立中学校に進学する場合
- 中野区立南中野中学校

## アクセス
- JR東日本・東京メトロ中野駅（南口）から、京王バス「宿45」・「渋63」の各系統で7～11分、「富士高校」バス停下車後、徒歩2分。
- JR・私鉄・地下鉄各線新宿駅（西口）から、京王バス「宿32」・「宿33」・「宿45」の各系統で、11～14分（「宿32」・「宿33」）、16～17分（「宿45」）で、「南台交差点」バス停下車後、徒歩2分。
- 東京メトロ丸ノ内線中野富士見町駅から、徒歩10分。
- 京王電鉄京王線笹塚駅から、徒歩25分。

## 学校周辺
- 氷川神社（中野区） - 敷地が隣接。
- 東京都道420号鮫洲大山線
- 南部スポーツ・コミュニティプラザ
- 東京都道14号新宿国立線
- 中野区立栄町公園
- 中野南台二丁目郵便局
- 東京消防庁中野消防署南中野分署